# Heliophobus virgata
Heliophobus virgata är en fjärilsart som beskrevs av Barend J. Lempke 1964. Heliophobus virgata ingår i släktet Heliophobus och familjen nattflyn. Inga underarter finns listade i Catalogue of Life.